# Olympische Sommerspiele 2016/Teilnehmer (Ecuador)
| Gelbes Symbol für Goldmedaillen mit stilisierten Olympischen Ringen | Graues Symbol für Silbermedaillen mit stilisierten Olympischen Ringen | Braundes Symbol für Bronzemedaillen mit stilisierten Olympischen Ringen |
| ------------------------------------------------------------------- | --------------------------------------------------------------------- | ----------------------------------------------------------------------- |
| —                                                                   | —                                                                     | —                                                                       |

Ecuador nahm an den Olympischen Spielen 2016 in Rio de Janeiro teil. Das Comité Olímpico Ecuatoriano nominierte 38 Athleten in 12 Sportarten.

## Teilnehmer nach Sportarten

### Boxen
| Athleten             | Wettbewerb                   | 1. Runde         | 1. Runde | Achtelfinale             | Achtelfinale | Viertelfinale       | Viertelfinale | Halbfinale    | Halbfinale    | Finale        | Finale        | Rang          |
| Athleten             | Wettbewerb                   | Gegner           | Ergebnis | Gegner                   | Ergebnis     | Gegner              | Ergebnis      | Gegner        | Ergebnis      | Gegner        | Ergebnis      | Rang          |
| -------------------- | ---------------------------- | ---------------- | -------- | ------------------------ | ------------ | ------------------- | ------------- | ------------- | ------------- | ------------- | ------------- | ------------- |
| Männer               |                              |                  |          |                          |              |                     |               |               |               |               |               |               |
| Carlos Quipo         | Halbfliegengewicht bis 49 kg | Freilos          | Freilos  | Ganchujagiin Gan-Erdene  | 3:0          | Nico Hernández      | 0:3           | ausgeschieden | ausgeschieden | ausgeschieden | ausgeschieden | ausgeschieden |
| Marlo Delgado        | Mittelgewicht bis 75 kg      | Endry José Pinto | 3:0      | Christian M'Billi-Assomo | 1:2          | ausgeschieden       | ausgeschieden | ausgeschieden | ausgeschieden | ausgeschieden | ausgeschieden | ausgeschieden |
| Carlos Andrés Mina   | Halbschwergewicht bis 81 kg  | Serge Michel     | 3:0      | Joe Ward                 | 2:1          | Mathieu Bauderlique | TKO           | ausgeschieden | ausgeschieden | ausgeschieden | ausgeschieden | ausgeschieden |
| Julio Cesar Castillo | Schwergewicht bis 91 kg      | Freilos          | Freilos  | Rustam Toʻlaganov        | 0:3          | ausgeschieden       | ausgeschieden | ausgeschieden | ausgeschieden | ausgeschieden | ausgeschieden | ausgeschieden |

### Gewichtheben
| Athleten          | Wettbewerb         | Reißen  | Reißen | Stoßen  | Stoßen | Zweikampf | Zweikampf | Rang |
| Athleten          | Wettbewerb         | Gewicht | Rang   | Gewicht | Rang   | Gewicht   | Rang      | Rang |
| ----------------- | ------------------ | ------- | ------ | ------- | ------ | --------- | --------- | ---- |
| Frauen            |                    |         |        |         |        |           |           |      |
| Alexandra Escobar | Klasse bis 58 kg   | 100 kg  | 4      | 123 kg  | 4      | 223 kg    | 4         | 4    |
| Neisi Dajomes     | Klasse bis 69 kg   | 107 kg  | 6      | 135 kg  | 6      | 242 kg    | 6         | 6    |
| Männer            |                    |         |        |         |        |           |           |      |
| Fernando Salas    | Klasse über 105 kg | 184 kg  | 16     | 221 kg  | 13     | 408 kg    | 14        | 14   |

### Judo
| Athleten         | Wettbewerb  | 1. Runde      | 1. Runde    | 2. Runde          | 2. Runde      | Viertelfinale | Viertelfinale | Halbfinale / Trostrunde | Halbfinale / Trostrunde | Finale / Platz 3 | Finale / Platz 3 | Rang |
| Athleten         | Wettbewerb  | Gegner        | Ergebnis    | Gegner            | Ergebnis      | Gegner        | Ergebnis      | Gegner                  | Ergebnis                | Gegner           | Ergebnis         | Rang |
| ---------------- | ----------- | ------------- | ----------- | ----------------- | ------------- | ------------- | ------------- | ----------------------- | ----------------------- | ---------------- | ---------------- | ---- |
| Frauen           |             |               |             |                   |               |               |               |                         |                         |                  |                  |      |
| Estefanía García | bis 63 kg   | M. Bangoura   | 110s3:000s4 | K. Unterwurzacher | 000s1:010s0   | ausgeschieden | ausgeschieden | ausgeschieden           | ausgeschieden           | ausgeschieden    | ausgeschieden    | 9    |
| Männer           |             |               |             |                   |               |               |               |                         |                         |                  |                  |      |
| Lenin Preciado   | bis 60 kg   | L. Chammartin | 002s3:010s0 | ausgeschieden     | ausgeschieden | ausgeschieden | ausgeschieden | ausgeschieden           | ausgeschieden           | ausgeschieden    | ausgeschieden    | 17   |
| Freddy Figueroa  | über 100 kg | Kim Sung-min  | 000s0:102s0 | ausgeschieden     | ausgeschieden | ausgeschieden | ausgeschieden | ausgeschieden           | ausgeschieden           | ausgeschieden    | ausgeschieden    | 17   |

### Kanu

#### Kanurennsport
| Athleten        | Wettbewerb | Vorlauf  | Vorlauf | Halbfinale | Halbfinale | Finale   | Finale | Rang |
| Athleten        | Wettbewerb | Zeit     | Rang    | Zeit       | Rang       | Zeit     | Rang   | Rang |
| --------------- | ---------- | -------- | ------- | ---------- | ---------- | -------- | ------ | ---- |
| Männer          |            |          |         |            |            |          |        |      |
| César de Cesare | K-1 200 m  | 35,216 s | 5       | 35,936 s   | 8          | 37,169 s | 3      | 11   |

### Leichtathletik
Laufen und Gehen 
| Athleten             | Wettbewerb  | Runde 1 | Runde 1 | Halbfinale | Halbfinale | Finale          | Finale          | Rang |
| Athleten             | Wettbewerb  | Zeit    | Rang    | Zeit       | Rang       | Zeit            | Rang            | Rang |
| -------------------- | ----------- | ------- | ------- | ---------- | ---------- | --------------- | --------------- | ---- |
| Frauen               |             |         |         |            |            |                 |                 |      |
| Marizol Landázuri    | 100 m       | 11,38 s | 23      | 11,27 s    | 19         | ausgeschieden   | ausgeschieden   | 19   |
| Ángela Tenorio       | 100 m       | 11,35 s | 20      | 11,14 s    | 13         | ausgeschieden   | ausgeschieden   | 13   |
| Ángela Tenorio       | 200 m       | 22,94 s | 24      | 22,99 s    | 21         | ausgeschieden   | ausgeschieden   | 21   |
| María Elena Calle    | Marathon    | –       | –       | –          | –          | 2:48:39 h       | 99              | 99   |
| Rosa Chacha          | Marathon    | –       | –       | –          | –          | 2:48:52 h       | 100             | 100  |
| Silvia Paredes       | Marathon    | –       | –       | –          | –          | 2:48:01 h       | 95              | 95   |
| Magaly Bonilla       | 20 km Gehen | –       | –       | –          | –          | 1:34:54 h       | 27              | 27   |
| Maritza Guamán       | 20 km Gehen | –       | –       | –          | –          | 1:35:56 h       | 36              | 36   |
| Paola Pérez          | 20 km Gehen | –       | –       | –          | –          | 1:33:53 h       | 24              | 24   |
| Männer               |             |         |         |            |            |                 |                 |      |
| Miguel Ángel Almachi | Marathon    | –       | –       | –          | –          | 2:23:00 h       | 85              | 85   |
| Segundo Jami         | Marathon    | –       | –       | –          | –          | 2:31:07 h       | 124             | 124  |
| Bayron Piedra        | Marathon    | –       | –       | –          | –          | 2:14:12 h       | 18              | 18   |
| Mauricio Arteaga     | 20 km Gehen | –       | –       | –          | –          | disqualifiziert | disqualifiziert | –    |
| Andrés Chocho        | 20 km Gehen | –       | –       | –          | –          | disqualifiziert | disqualifiziert | –    |
| Daniel Pintado       | 20 km Gehen | –       | –       | –          | –          | 1:23:44 h       | 37              | 37   |
| Andrés Chocho        | 50 km Gehen | –       | –       | –          | –          | disqualifiziert | disqualifiziert | –    |
| Rolando Saquipay     | 50 km Gehen | –       | –       | –          | –          | 4:07:29 h       | 34              | 34   |
| Claudio Villanueva   | 50 km Gehen | –       | –       | –          | –          | 4:19:33 h       | 45              | 45   |

### Radsport

#### Straße
| Athleten    | Wettbewerb    | Zeit          | Rang          |
| ----------- | ------------- | ------------- | ------------- |
| Männer      |               |               |               |
| Byron Guamá | Straßenrennen | nicht beendet | nicht beendet |

#### BMX
| Athleten      | Wettbewerb | Qualifikation | Qualifikation | Viertelfinale | Viertelfinale | Halbfinale    | Halbfinale    | Finale        | Finale        | Rang          |
| Athleten      | Wettbewerb | Zeit          | Rang          | Punkte        | Rang          | Punkte        | Rang          | Zeit          | Rang          | Rang          |
| ------------- | ---------- | ------------- | ------------- | ------------- | ------------- | ------------- | ------------- | ------------- | ------------- | ------------- |
| Männer        |            |               |               |               |               |               |               |               |               |               |
| Alfredo Campo | Rennen     | 36,463 s      | 27            | 28            | 8             | ausgeschieden | ausgeschieden | ausgeschieden | ausgeschieden | ausgeschieden |

### Reiten
| Vielseitigkeit                        |            |                     |                     |          |          |                    |      |
| Athleten                              | Wettbewerb | Minuspunkte Dressur | Minuspunkte Gelände | Springen | Springen | Minuspunkte Gesamt | Rang |
| Nicolas Wettstein mit Nadeville Merze | Einzel     | 56,00               | Aufgabe             | –        | –        | –                  | –    |

### Ringen
| Athleten                         | Wettbewerb       | 1. Runde           | 1. Runde | Achtelfinale | Achtelfinale | Viertelfinale | Viertelfinale | Halbfinale    | Halbfinale    | Hoffnungsrunde Viertelfinale | Hoffnungsrunde Viertelfinale | Hoffnungsrunde Halbfinale | Hoffnungsrunde Halbfinale | Hoffnungsrunde Finale | Hoffnungsrunde Finale | Finale        | Finale        | Rang          |
| Athleten                         | Wettbewerb       | Gegner             | Ergebnis | Gegner       | Ergebnis     | Gegner        | Ergebnis      | Gegner        | Ergebnis      | Gegner                       | Ergebnis                     | Gegner                    | Ergebnis                  | Gegner                | Ergebnis              | Gegner        | Ergebnis      | Rang          |
| -------------------------------- | ---------------- | ------------------ | -------- | ------------ | ------------ | ------------- | ------------- | ------------- | ------------- | ---------------------------- | ---------------------------- | ------------------------- | ------------------------- | --------------------- | --------------------- | ------------- | ------------- | ------------- |
| Freistil Frauen                  |                  |                    |          |              |              |               |               |               |               |                              |                              |                           |                           |                       |                       |               |               |               |
| Lissette Antes                   | Klasse bis 58 kg | Mariana Cherdivara | 0:3      | Freilos      | Freilos      | Freilos       | Freilos       | Freilos       | Freilos       | Freilos                      | Freilos                      | Freilos                   | Freilos                   | Freilos               | Freilos               | Freilos       | Freilos       | Freilos       |
| griechisch-römischer Stil Männer |                  |                    |          |              |              |               |               |               |               |                              |                              |                           |                           |                       |                       |               |               |               |
| Andrés Montaño                   | Klasse bis 59 kg | Freilos            | Freilos  | Wang Lumin   | 0:4          | ausgeschieden | ausgeschieden | ausgeschieden | ausgeschieden | ausgeschieden                | ausgeschieden                | ausgeschieden             | ausgeschieden             | ausgeschieden         | ausgeschieden         | ausgeschieden | ausgeschieden | ausgeschieden |

### Rudern
| Athleten            | Wettbewerb | Vorlauf     | Vorlauf | Vorlauf       | Hoffnungslauf | Hoffnungslauf | Hoffnungslauf | Viertelfinale | Viertelfinale | Viertelfinale | Halbfinale  | Halbfinale | Halbfinale    | Finale      | Finale | Rang |
| Athleten            | Wettbewerb | Zeit        | Platz   | Qualifikation | Zeit          | Platz         | Qualifikation | Zeit          | Platz         | Qualifikation | Zeit        | Platz      | Qualifikation | Zeit        | Platz  | Rang |
| ------------------- | ---------- | ----------- | ------- | ------------- | ------------- | ------------- | ------------- | ------------- | ------------- | ------------- | ----------- | ---------- | ------------- | ----------- | ------ | ---- |
| Männer              |            |             |         |               |               |               |               |               |               |               |             |            |               |             |        |      |
| Bryan Sola Zambrano | Einer      | 7:48,77 min | 5       | Hoffnungslauf | 7:28,30 min   | 4             | Halbfinale E  | –             | –             | –             | 7:52,86 min | 3          | E-Finale      | 7:53,54 min | 4      | 28   |

### Schießen
| Athleten          | Wettbewerb            | Qualifikation   | Qualifikation | Finale          | Finale        | Ringe/ Scheiben | Rang |
| Athleten          | Wettbewerb            | Ringe/ Scheiben | Rang          | Ringe/ Scheiben | Rang          | Ringe/ Scheiben | Rang |
| ----------------- | --------------------- | --------------- | ------------- | --------------- | ------------- | --------------- | ---- |
| Frauen            |                       |                 |               |                 |               |                 |      |
| Andrea Pérez Peña | Sportpistole 25 Meter | 561             | 37            | ausgeschieden   | ausgeschieden | 561             | 37   |

### Schwimmen
| Athleten            | Wettbewerb       | Vorlauf      | Vorlauf | Halbfinale | Halbfinale | Finale        | Finale        | Rang |
| Athleten            | Wettbewerb       | Zeit         | Rang    | Zeit       | Rang       | Zeit          | Rang          | Rang |
| ------------------- | ---------------- | ------------ | ------- | ---------- | ---------- | ------------- | ------------- | ---- |
| Frauen              |                  |              |         |            |            |               |               |      |
| Samantha Arévalo    | 10 km Freiwasser | –            | –       | –          | –          | 1:57:27,2 h   | 9             | 9    |
| Männer              |                  |              |         |            |            |               |               |      |
| Esteban Enderica    | 1500 m Freistil  | 15:10,15 min | 23      | –          | –          | ausgeschieden | ausgeschieden | 23   |
| Iván Enderica Ochoa | 10 km Freiwasser | –            | –       | –          | –          | 1:53:16,2 h   | 16            | 16   |

### Triathlon
| Athleten        | Wettbewerb | Zeit      | Rang |
| --------------- | ---------- | --------- | ---- |
| Frauen          |            |           |      |
| Elizabeth Bravo | Einzel     | 2:07:52 h | 47   |